# بنزو (سئوتا)
بنزو (به اسپانیایی: Benzú) یک منطقهٔ مسکونی در اسپانیا است که در سئوتا واقع شده‌است. بنزو ۱٬۹۸۷ نفر جمعیت دارد.